# Resolution 88 des UN-Sicherheitsrates
Die Resolution 88 des UN-Sicherheitsrates ist eine Resolution, die der Sicherheitsrat der Vereinten Nationen am 8. November 1950 beschloss.

## Inhalt
In der Resolution lud der Rat einen Vertreter der Volksrepublik China ein, um bei der Erörterung des Sonderberichts des Kommandos der Vereinten Nationen in Korea durch den Rat anwesend zu sein.

## Hintergrund
1950 besetzte Nordkorea den größten Teil Südkoreas. Die UNO unterstützte Südkorea und bildete ein internationales Kommando zur Unterstützung des Landes. Dem Kommando gelang es, die Nordkoreaner weit zurückzuschlagen. Doch dann mischten sich die Chinesen in den Kampf ein und zwangen ihrerseits die UN-Truppen zurück.

## Abstimmung
Die Resolution wurde mit acht gegen zwei Stimmen (Republik China, Kuba) und einer Enthaltung des Königreichs Ägypten angenommen.